# Liste von Stadtautobahnen

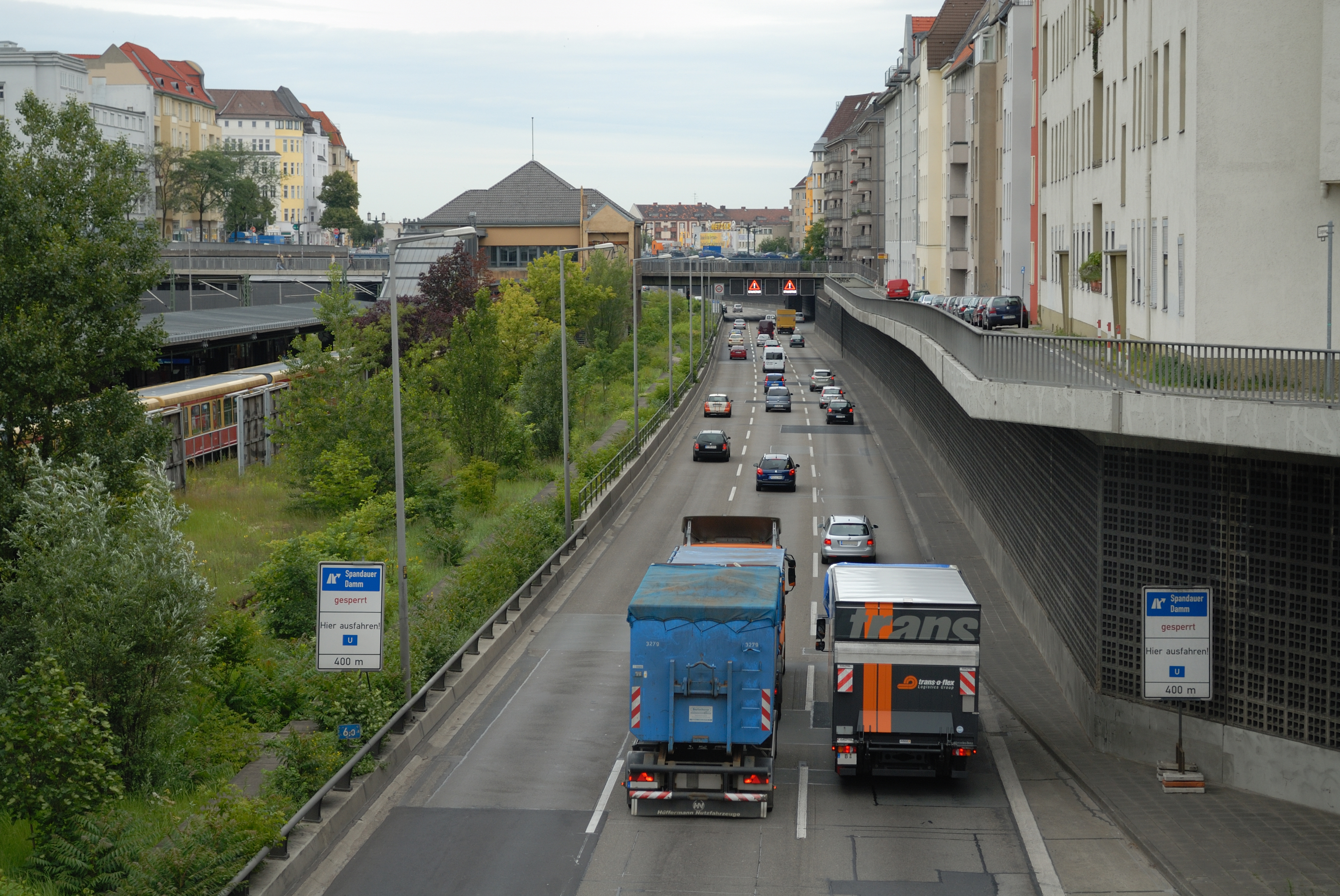
Stadtautobahn in Berlin

Diese Liste von Stadtautobahnen eröffnet einen Überblick über Städte, die eine Stadtautobahn besitzen.

## Europa

### Deutschland
- Stadtring in Berlin (A 100), eine der meistbefahrenen Straßen Deutschlands. Auch die von ihr abzweigende A 103 und Teile der A 111 sind Stadtautobahnen.
- Kennedydamm, B 1 in Düsseldorf
- B 2R in München („Mittlerer Ring“) ist fast[1] autobahnähnlich und kreuzungsfrei ausgebaut und in großen Teilen Kraftfahrstraße. Ferner sind die Anfänge der A 9 bis zur Anschlussstelle Fröttmaning-Süd, A 94 bis (etwa) zur Anschlussstelle Riem/Messegelände, A 95 bis zur Anschlussstelle Forstenried und A 96 bis etwa zur Anschlussstelle Laim (echte) Stadtautobahnen.
- B 2 in Leipzig: Stadtautobahnähnliche, kreuzungsfreie Kraftfahrstraße zwischen der Autobahnanschlussstelle Leipzig-Mitte und Thünenstraße sowie zwischen Anschlussstelle Schleußiger Weg und Autobahnkreuz Leipzig-Süd. Der südliche Teil der B 2 sollte ursprünglich bis 2020 als Teil der Autobahn A 72 zur vollwertigen Stadtautobahn ausgebaut werden, was jedoch vom Stadtrat abgelehnt wurde.
- Ruhrschnellweg (A 40, B 1) von Duisburg nach Dortmund, die längste Stadtautobahn Deutschlands, geht quer durch das ganze Ruhrgebiet. Abzweig: A 59, A 52, A 43, A 45
- Bochumer Ring (zukünftig A 448)
- Hochstraße Nord (B 44) in Ludwigshafen am Rhein
- B 36 / B 38a in Mannheim
- Südtangente (B 10) in Karlsruhe
- A 831 / B 10 / B 27 / B 14 in Stuttgart
- B 17 (Dayton-Ring) / B 300 in Augsburg
- B 10 in Ulm/Neu-Ulm
- Europaring (Leverkusen) (B 8) in Leverkusen
- Viehbachtalstraße (L 141n) in Solingen
- Ostwestfalendamm (B 61) in Bielefeld
- B 3 in Marburg
- B 173 in Lichtenfels
- B 4 in Coburg
- B 5 in Hamburg zwischen Bergedorf und Horn
- B 51 in Münster
- B 6 in Goslar
- Hüttentalstraße (B 54 und B 62) inkl. mehrerer Abzweige in Siegen und Kreuztal
- A 46 auf Wuppertaler Stadtgebiet (zwischen Sonnborner Kreuz und Kreuz Wuppertal-Nord)
- A 49 in Kassel
- Die B 55a verbindet in Köln das rechtsrheinische Autobahnnetz / Kölner Ring-Ost (als Hochstraße geführt) mit der Innenstadt und der A57 (siehe auch Kölner Stadtautobahn)
- A 59 von Dinslaken nach Duisburg-Süd („Nord-Süd-Straße“ / „Nord-Süd-Achse“)
- A 73 in Nürnberg (mit ampelgeregelten Kreuzungen), Fürth und Erlangen
- B 75 in Lübeck
- B 76 in Kiel
- B 106 in Schwerin
- B 239 / B 61 in Herford
- A 226 in Lübeck
- B 75 in Hamburg-Harburg
- A 293 in Oldenburg. Zwischen Dreieck OL-West (A 28) und Kreuz OL-Nord (A 29).
- A 37 / B 3 in Hannover (zwischen AK Hannover-Kirchhorst und AD Hannover-Süd)
- A 270 Ilphohl–Bremen-Blumenthal
- A 281 Bremen-Neustadt
- A 391 / (Westtangente) in Braunschweig. Abzweig: A 392
- A 448 in Bochum
- A 485 in Gießen
- A 516 in Oberhausen
- A 544 in Aachen
- A 559 in Köln bzw. L 124, auch Östlicher Zubringer genannt
- A 562 in Bonn
- A 565 in Bonn
- A 620 in Saarbrücken
- A 648, Teile der A 66 sowie A 661 in Frankfurt am Main.
- B 71, B 81, B 189 als gemeinsamer Verlauf über den Magdeburger Ring in Magdeburg
- B 28 in Reutlingen
- B 31 und B 31a in Freiburg
- B 4 / B 209 in Lüneburg (geplant als A 39)

### Österreich
- Wiener Südosttangente (A 23), die meistbefahrene Straße Österreichs
- Donauufer Autobahn (A 22), im Wiener Stadtgebiet
- Mühlkreis Autobahn (A 7), Autobahn in Linz
- Linzer Autobahn (A 26), (teilweise fertiggestellte) Stadtautobahn in Linz, erschließt nach Fertigstellung die Linzer Innenstadt & bindet u. a. den Linzer Hauptbahnhof an

### Schweden
- Essingeleden, Södra Länken, Norra Länken alle in Stockholm.

### Schweiz
- Basler Ost- und Nordtangente mit der Schwarzwaldbrücke bzw. der Dreirosenbrücke über den Rhein.
- Zürich Der A1-Abschnitt des Zürcher Nordrings, Die Autobahnen A1L, A1H sowie A3W. Stadtautobahncharakter weisen auch die Pfingstweidstrasse sowie die Hardbrücke auf.

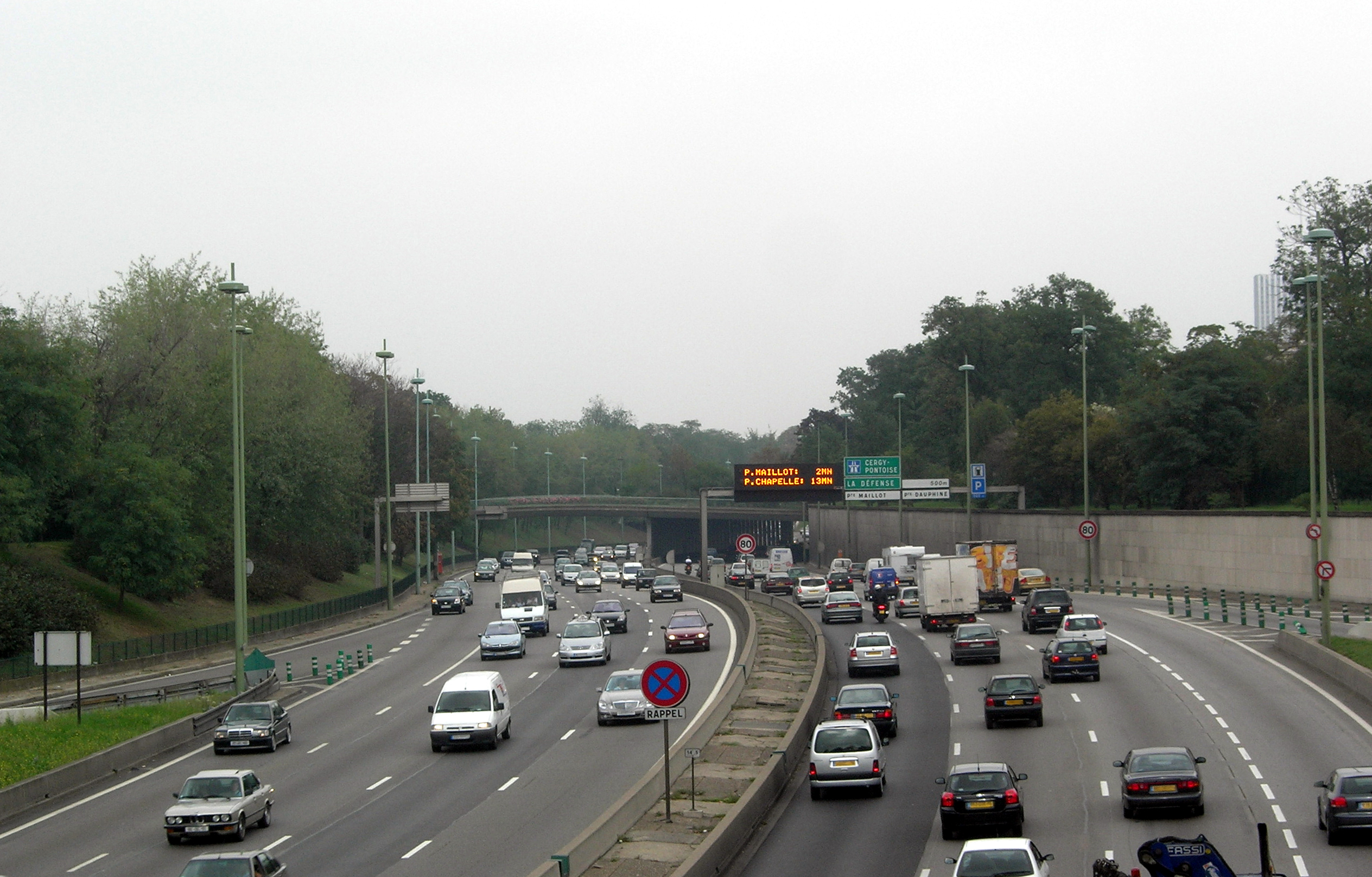
Boulevard péripherique bei der Porte de la Muette

- St. Gallen mit Rosenbergtunnel

### Frankreich
- Boulevard Périphérique in Paris
- A86 (äußerer Stadtring) sowie die abzweigenden A1, A3, A4, A6, A10, A103, A106 im Pariser Stadtgebiet
- A630 in Bordeaux
- A50/A55 in Marseille
- A4/A35/A350/A351 in Straßburg
- A61/A62/A620 in Toulouse
- Stadtdurchfahrt in Tours (A 10)

### Griechenland
- Attiki Odos (A6)[2] in Athen, Metropolregion (Attika): Elefsina-Spata (Athen Int.Airport) Stadtautobahn[3]
- Periferiaki Odos Thessalonikis (A16) "Ring Road" Stadtumfahrung Thessaloniki[4]

### Großbritannien
- A38(M) in Birmingham
- A102 und A406 (North Circular Road) in London
- A57(M) in Manchester
- A58(M) in Leeds
- M8 in Glasgow

### Italien
- A55 Ballungsraum Turin
- Tangenziale Est in Rom
- Sopraelevata Aldo Moro in Genua
- A15 in La Spezia
- A24 in Rom
- A51 (sog. „Ostumfahrung“) im Ballungsraum Mailand
- A52 / SP 40 (sog. „Nordumfahrung“) im Ballungsraum Mailand
- A54 in Pavia
- A57 in Mestre
- RA4 in Reggio di Calabria
- RA5 in Potenza
- RA12 / SS 16 dir/C (sog. „Asse attrezzato“) in Pescara
- SP ex SS 35 im Ballungsraum Mailand (Paderno Dugnano, Varedo, Cesano Maderno, Meda usw.)
- SS 36 im Ballungsraum Mailand (Monza, Desio, Seregno usw.)
- SS 36 in Lecco
- SS 202 in Triest

### Belgien

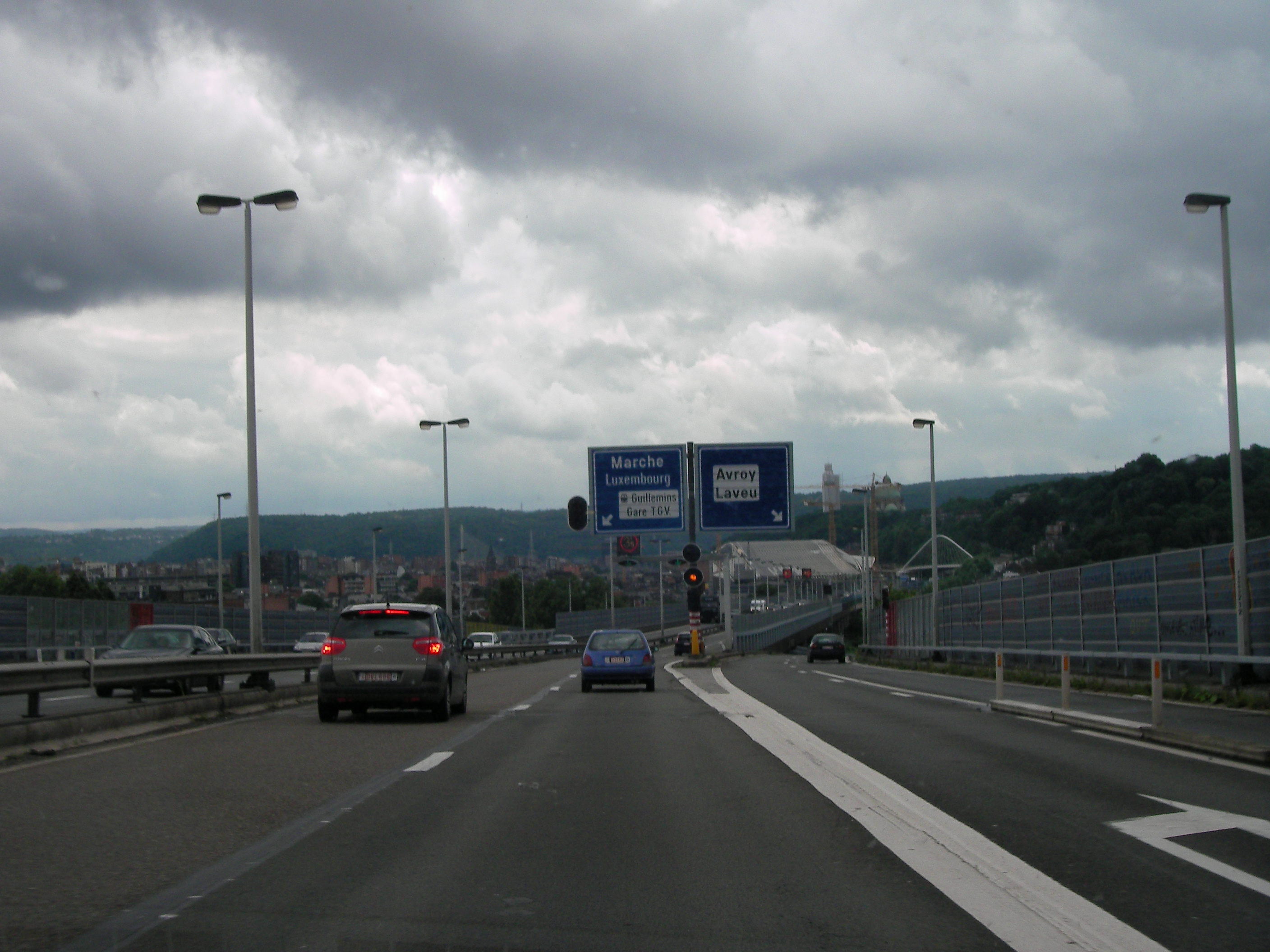
Stadtautobahn in Lüttich

- A602 & A604 in Lüttich
- R0 in Brüssel
- R1 & R2 in Antwerpen
- R3 & R9 in Charleroi
- R4 in Gent
- R5 in Mons
- R6 in Mechelen
- R8 in Kortrijk

### Niederlande
- Autobahnring A10 in Amsterdam
- A12 in Den Haag

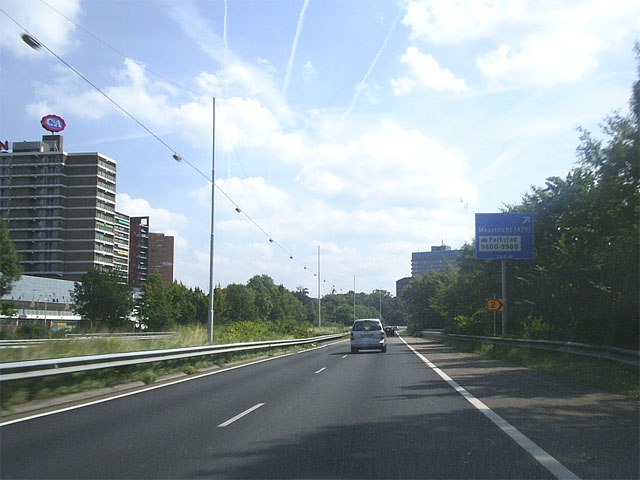
N281 Heerlen-Centrum

- A16, A20 in Rotterdam (Rotterdamer Autobahnring)
- N281 in Heerlen und Parkstad Limburg

### Portugal
- Eixo Norte Sul, Av. General Norton de Matos/Av. Marchenal Craveiro Lopes in Lissabon
- CRIL (A36), Circular Regional Interior de Lisboa in Lissabon
- Via de Cintura Interna (IC23) in Porto und Vila Nova de Gaia

### Serbien
- Teil der A3 in Belgrad

### Slowakei
- Teile der R1 in Banská Bystrica
- Teile der D1 und D2 in Bratislava

### Spanien
- B-10, B-20, C-32 in Barcelona
- A-8 und N-637 in Bilbao
- GI-20 in Donostia-San Sebastián
- GR-30 in Granada
- GC-3 in Las Palmas de Gran Canaria
- M-23, M-30, M-40 sowie Endpunkte der A-1, A-2, A-3, A-4, A-5 und A-6 in Madrid
- MA-20 in Málaga
- Teile der A-30 in Murcia
- Ma-20 in Palma de Mallorca
- SE-30 in Sevilla
- V-30 in Valencia
- Z-40 und A-2 in Saragossa

### Tschechien
- Městský okruh (MO) in Prag
- ausgebaute/neugebaute Abschnitte der Silnice I/42 in Brünn

## Asien

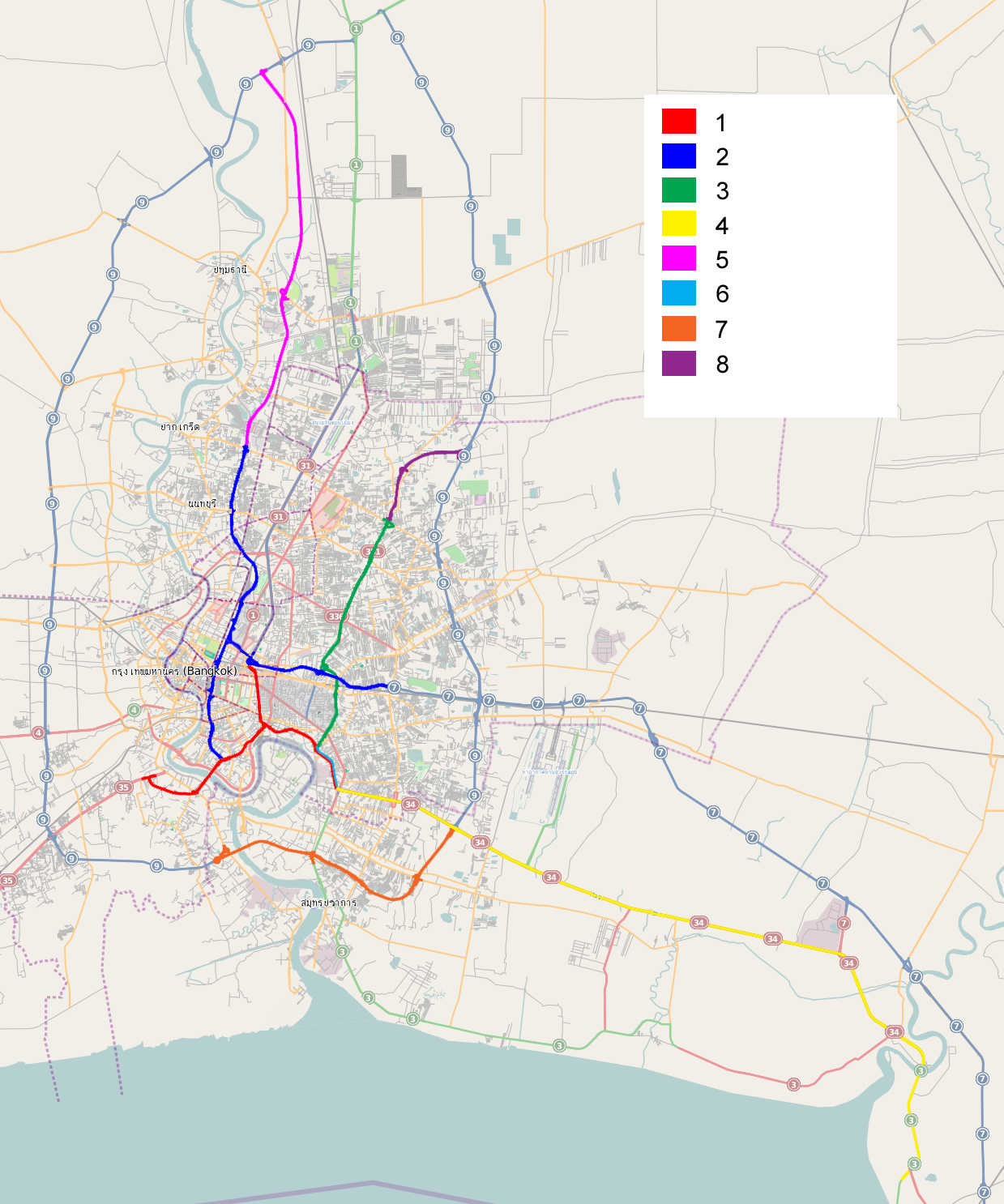
Expressway und Motorway System in Bangkok

### Japan
- Stadtautobahn Tokio
- Autobahn Tokio

### Thailand
- Bangkok:
- (1) Chaloem Maha Nakhon Expressway
- (2) Si Rat Expressway
- (3) Chalong Rat Expressway
- (4) Burapha Withi Expressway (Bang Na Expressway)
- (5) Udon Ratthaya Expressway
- (6) Third stage expressway At Narong - Bang Na
- (7) South Kanchanapisek Ring  Suksawat – Bang Phli
- (8) Ramindra – Outer Ring Road Expressway
- (31) Uttaraphimuk Elevated Tollway (Don Mueang Tollway)

## Nordamerika

### Kanada
- Highway 401, Highway 427, Gardiner Expressway und Don Valley Parkway in Toronto

### USA
- I-75 in Atlanta

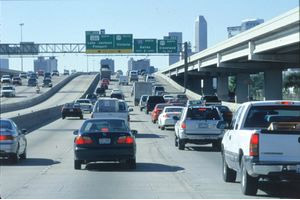
Stadtautobahn in den USA

- Central Artery in Boston (Link)
- I-190, NY-33, NY-198 in Buffalo
- I-90 in Chicago
- I-30, I-35E in Dallas
- I-80, I-280, US-101 in San Francisco
- ehem. Embarcadero Freeway (wegen Erdbebenschäden demontiert) in San Francisco
- I-5, WA-99 in Seattle
- I-94 und I-35 in den Twin Cities, Minnesota

## Südamerika

### Peru
- Teile der Panamericana in Lima